# Antichiridium caricis
Antichiridium caricis är en tvåvingeart som först beskrevs av Jean-Jacques Kieffer 1898.  Antichiridium caricis ingår i släktet Antichiridium och familjen gallmyggor. Inga underarter finns listade i Catalogue of Life.